# Скінченна геометрія
Скінченна геометрія — будь-яка геометрична система, що має скінченну кількість точок. Евклідова геометрія не є скінченною, оскільки Евклідова пряма містить нескінченну кількість точок, а якщо точно, то рівно стільки, скільки є дійсних чисел. Скінченна геометрія може мати будь-яке скінченне число вимірів.
Скінченні геометрії можуть описуватись за допомогою лінійної алгебри, як векторні простори та подібні структури над скінченним полем, які називаються геометріями Галуа, чи можуть описуватись цілком комбінаторно. Багато, але не всі скінченні геометрії є геометріями Галуа, наприклад будь-який скінченний проєктивний простір розмірності три чи більше є ізоморфним проєктивному простору над скінченним полем (проєктивізація векторного поля над скінченним полем). У випадку розмірності два, існують комбінаторно визначені проєктивні площини, які не є ізоморфними до проєктивних просторів над скінченними полями. Такі простори називаються недезарговими площинами.

## Скінченні площини
Є два види геометрії на площині: афінна та проєктивна.
В афінній геометрії застосовується звичне поняття паралельності прямих.
В проєктивній геометрії навпаки, будь-які дві лінії перетинаються, тому паралельних прямих не існує. Як скінченна афінна геометрія на площині, так і скінченна проєктивна геометрія можуть описуватись доволі простими аксіомами.
Афінна геометрія на площині — це непорожня множина {\displaystyle X} (елементи якої називаються «точками»), з непорожнім набором {\displaystyle L} підмножин {\displaystyle X} (елементи якого називаються «прямими»), таких що:
1. Для двох різних точок існує лише одна пряма яка містить обидві точки.
2. Аксіома паралельності: Для прямої {\displaystyle \ell } та точки {\displaystyle p} яка не належить {\displaystyle \ell }, існує лише одна і тільки одна пряма {\displaystyle \ell '} що містить {\displaystyle p} така що {\displaystyle \ell \cap \ell '=\varnothing .}
3. Існує множина з чотирьох точок, жодні три з яких не лежать на одній прямій.

Остання аксіома забезпечує непорожність геометрії, тоді як перші дві описують її природу.

Малюнок скінченної афінної площини розмірності 2, яка містить 4 точки, та 6 прямих. «Прямі» одного кольору є «паралельними».

Найпростіша афінна площина містить лише 4 точки, і називається афінною площиною другого порядку.
Кожна пара точок визначає унікальну пряму, тому ця площина містить шість прямих. Це відповідає тетраедру в якому ребра що не перетинаються вважаються «паралельними», чи квадрату, в якому паралельними вважаються не лише протилежні сторони, а й діагоналі.
Більш загально, скінченна афінна площина порядку {\displaystyle n} має {\displaystyle n^{2}} точок, та {\displaystyle n^{2}+n} прямих; кожна пряма містить {\displaystyle n} точок, і кожна точка належить {\displaystyle n+1} прямій.

Ілюстрація скінченної афінної площини третього порядку, яка містить 9 точок та 12 прямих. «Прямі» одного кольору є «паралельними» в розумінні того, що перетин множини точок в прямих одного кольору є порожнім.

Проєктивна геометрія на площині є непорожньою множиною {\displaystyle X} (елементи якої називаються «точками»), разом з непорожнім набором {\displaystyle L} підмножин {\displaystyle X} (елементи якого називаються «прямими») таких що:
1. Для будь-яких двох різних точок існує лише одна пряма що з'єднує ці точки.
2. Перетин будь-яких двох різних прямих містить лише одну точку.
3. Існує множина з чотирьох точок, жодні три з яких не лежать на одній прямій.

Зображення площини Фано

Розглядаючи перші дві аксіоми ми можемо сказати що вони майже ідентичні, хіба що ролі точок та прямих помінялись. Це дозволяє нам припустити двоїстість проєктивної геометрії на площині, тобто вважати що будь-яке вірне твердження буде залишатись вірним, якщо ми замінимо прямі точками, і точки прямими.
Поки третя аксіома вимагає існування чотирьох точок, площина має містити як мінімум 7 точок щоб задовольнити перші дві аксіоми. В цій найпростішій з проєктивних площин є також сім прямих, кожна точка належить трьом прямим, і кожна пряма містить три точки.
Таку проєктивну площину часто називають «площиною Фано».
Якщо з площини видалити будь-яку пряму разом з її точками, ми отримаємо афінну площину другого порядку. Через це, площина Фано називається проєктивною площиною порядку 2. У загальному проєктивна площина порядку n має {\displaystyle n^{2}+n+1} точок та стільки ж ліній (згідно з двоїстістю). Кожна лінія містить {\displaystyle n+1} точок, і кожна точка належить {\displaystyle n+1} прямій.
Перестановка семи точок площини Фано, яка переставляє колінеарні (такі, що лежать на одній прямій) точки в колінеарні точки називається «симетрією» площини. Повна група симетрії має порядок 168 і ізоморфна групі PSL(2,7) = PSL(3,2), та загальній лінійній групі GL(3,2).

## Порядки площин
Скінченна площина порядку n це така площина, кожна пряма якої має n точок (для афінної площини), чи кожна пряма якої має {\displaystyle n+1} точку (для проєктивної площини). Для скінченної геометрії залишається відкритим наступне важливе питання:
Чи завжди порядок скінченної площини є степенем простого числа?
Припускають що це твердження є вірним, але припущення ще не доведене.
Афінні та проєктивні площини порядку n існують щоразу коли n є степенем простого числа, і походять від скінченного поля з {\displaystyle q=p^{k}} елементами. Площини що не походять від скінченних полів теж існують, але всі відомі приклади мають порядок степеня простого числа.
Найкращим загальним результатом є теорема Брука — Райзера 1949 року, яка стверджує:
Якщо n додатне ціле, що має форму {\displaystyle 4k+1} чи {\displaystyle 4k+2} та n не дорівнює сумі двох квадратів, тоді n не є порядком скінченної площини.
Найменше ціле що не є простим, і не відповідає вимогам теореми Брука — Райзера — 10. 10 має форму {\displaystyle 4k+2} але дорівнює сумі квадратів {\displaystyle 1^{2}+3^{2}}. Неіснування скінченної площини порядку 10 було доведено за допомогою комп'ютера в 1989.
Наступне найменше число, що може не бути порядком скінченної площини є 12, припущення для якого ще не доведене, але й не спростоване.

## Зноски
- Margaret Lynn Batten: Combinatorics of Finite Geometries. Cambridge University Press
- Dembowski: Finite Geometries.
- Lam, C. W. H. (1991), The Search for a Finite Projective Plane of Order 10, American Mathematical Monthly, 98 (4): 305—318, архів оригіналу за 27 вересня 2011, процитовано 20 вересня 2010